# كريس تشارلزورث
كريس تشارلزورث (بالإنجليزية: Chris Charlesworth)‏ هو محرر أمريكي، ولد في 1947.